# Stazione meteorologica di Biella
La stazione meteorologica di Biella è la stazione meteorologica di riferimento relativa alla città di Biella.

## Coordinate geografiche
La stazione meteorologica si trova nell'Italia nord-occidentale, in Piemonte, nel comune di Biella, a 420 metri s.l.m. e alle coordinate geografiche 45°34′N 8°02′E.

## Dati climatologici
In base alla media trentennale di riferimento 1961-1990, la temperatura media del mese più freddo, gennaio, si attesta a +2,6 °C; quella del mese più caldo, luglio, è di +22,4 °C .
| Biella             | Mesi | Mesi | Mesi | Mesi | Mesi | Mesi | Mesi | Mesi | Mesi | Mesi | Mesi | Mesi | Stagioni | Stagioni | Stagioni | Stagioni | Anno |
| Biella             | Gen  | Feb  | Mar  | Apr  | Mag  | Giu  | Lug  | Ago  | Set  | Ott  | Nov  | Dic  | Inv      | Pri      | Est      | Aut      | Anno |
| ------------------ | ---- | ---- | ---- | ---- | ---- | ---- | ---- | ---- | ---- | ---- | ---- | ---- | -------- | -------- | -------- | -------- | ---- |
| T. max. media (°C) | 5,8  | 7,4  | 12,1 | 16,5 | 21,6 | 25,0 | 27,8 | 26,0 | 22,1 | 16,0 | 10,9 | 7,0  | 6,7      | 16,7     | 26,3     | 16,3     | 16,5 |
| T. min. media (°C) | −0,6 | −0,1 | 3,4  | 6,7  | 11,1 | 14,4 | 17,1 | 16,0 | 13,6 | 8,3  | 4,1  | 1,0  | 0,1      | 7,1      | 15,8     | 8,7      | 7,9  |